# Маленький Помощник Санты
Маленький помощник Санты (англ. Santa's Little Helper) — пёс, домашний любимец семьи Симпсонов, обаятельная, но совершенно невоспитанная английская борзая, озвучен Фрэнком Велкером / Дэном Кастелланетой.

## История
Маленький помощник Санты был вызволен Бартом с ипподрома, где тот участвовал в собачьих бегах. Гомер рассчитывал на рождественскую премию, чтобы купить подарки семье, но не получил её. Чтобы хоть как-то заработать, он устроился Санта-Клаусом в универмаг Спрингфилда и все полученные там деньги решил поставить на собачьи бега. У него была инсайдерская информация, кто должен прийти первым, но вместо ставки на Аутсайдера он поставил все деньги на Маленького помощника Санты, чьё имя показалось ему символичным. Маленький помощник Санты пришел последним, и разъярённый владелец выкинул его на улицу. Гомер и Барт подобрали пса и привели домой — о лучшем рождественском подарке семья и мечтать не могла.
- За редким исключением, Маленький помощник Санты не производит никаких звуков, похожих на лай.
- Он чуть не погиб от желудочных колик в эпизоде «Dog of Death». Сломал две лапы, когда бартовский домик на дереве разрушился из-за нефтяной скважины Мистера Бёрнса.
- В эпизоде «The Springfield Files» открывается, что у Маленького помощника Санты день рождения в один день с Гомером.
- У него есть брат-близнец, живущий за городом.
- Он был талисманом пива «Дафф» под именем Suds McDuff (своеобразный привет en:Spuds MacKenzie, талисману пива Bud) в эпизоде «Old Yeller Belly».
- Служил в спрингфилдском полицейском участке в отряде K-9.
- В немецком переводе Маленький помощник Санты известен как Кнехт Руприхт, (помощник en:St. Nicholas, в немецком фольклоре).
- Когда Гомер в тайне решил заняться спортом, он взял с Маленького помощника Санты обещание никому об этом не говорить, чтобы самому Гомеру не было стыдно, если у последнего ничего не получится.

## Потомство
- 25 отпрысков от Она Быстрейшая!: Ровер, Фидо, Рекс, Спот, Ровер Второй, Фидо Второй, Рекс Второй, Клео, Дэйв, Джей, Пол, Брэнфорд, Дэйв Второй, Джей Второй, Пол Второй, Брэнфорд Второй, Соня, Вялый, Брюзга, Доннер, Блестящий, Брюзга Второй, Король, Королева, Принс и Щенок, Ранее Известный Как Принс. Что интересно, и здесь, и в эпизоде приведено 26 кличек, а щенков в помёте 25, к тому же последнему щенку не хватило имени.
- Помёт щенков от собаки Доктора Хибберта Розы Баркс, состоящий как минимум из 8 щенков. Все они были розданы горожанам.

## Эпизоды
Список эпизодов, в которых Маленький помощник Санты играл одну из главных ролей в развитии сюжета:
- «Simpsons Roasting on an Open Fire»
- «Bart's Dog Gets an F»
- «Dog of Death»
- «Sweet Seymour Skinner's Baadasssss Song»
- «Two Dozen and One Greyhounds»
- «The Canine Mutiny»
- «Old Yeller Belly»
- «Stop Or My Dog Will Shoot»
- «How Munched is that Birdie in the Window?»